# Maria Branković

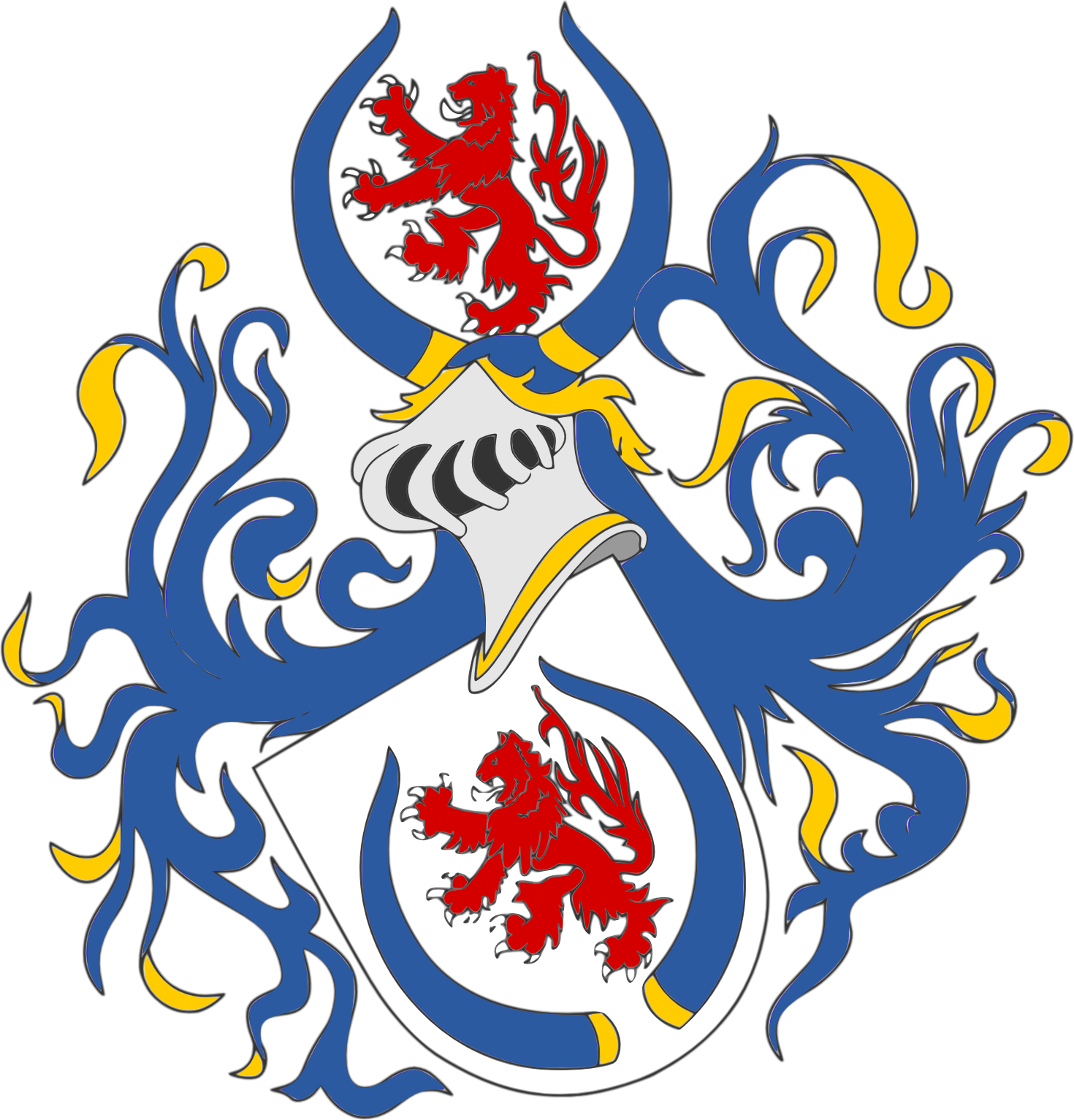
Wappen der Familie Branković

Maria Branković  ( serbisch: Марија Бранковић), (* 1466 auf Burg Belgrado in der Region Friaul; † 27. August 1495 in Casale Monferrato) war eine Prinzessin von Serbien aus dem Adelsgeschlecht Branković, die nach Eroberung des Fürstentums ihres Vaters durch die Osmanen im Exil aufwuchs und durch ihre 1465 geschlossene Ehe mit Bonifacio III. Palaiologos, Markgraf von Montferrat, von 1483 bis 1494 Markgräfin von Montferrat war. Nach der Erkrankung ihres Gemahls war Maria von 1493 bis zu ihrem Ableben Regentin der Markgrafschaft. Sie hinterließ eine zahlreiche Nachkommenschaft in Italien später auch in Frankreich, Deutschland und Österreich, wodurch zahlreiche europäische Dynastien durch sie mit der mittelalterlichen Geschichte des Balkans verbunden sind.

## Herkunft
Maria Branković stammte aus dem fürstlichen Haus Branković, dessen Wurzeln in der Region Drenica im Kosovo lagen und sich von einem serbischen Magnaten namens Mladen († vor 1346) ableitet, der unter den serbischen Zaren Stefan Uroš IV. Dušan Nemanjić († 20. Dezember 1355) und Stefan Uroš V. Nemanjić, Statthalter in Ohrid und 1324/26 Gouverneur von Zahumlje war. Zum Namensgeber der Familie wurde dessen Sohn Branko Mladenović (cl. 21. November 1392), dem Zar Stefan Uroš IV. Dušan die hohe Würde eines Sebastokrators verlieh und der ein Fürstentum im westlichen Makedonien regierte.

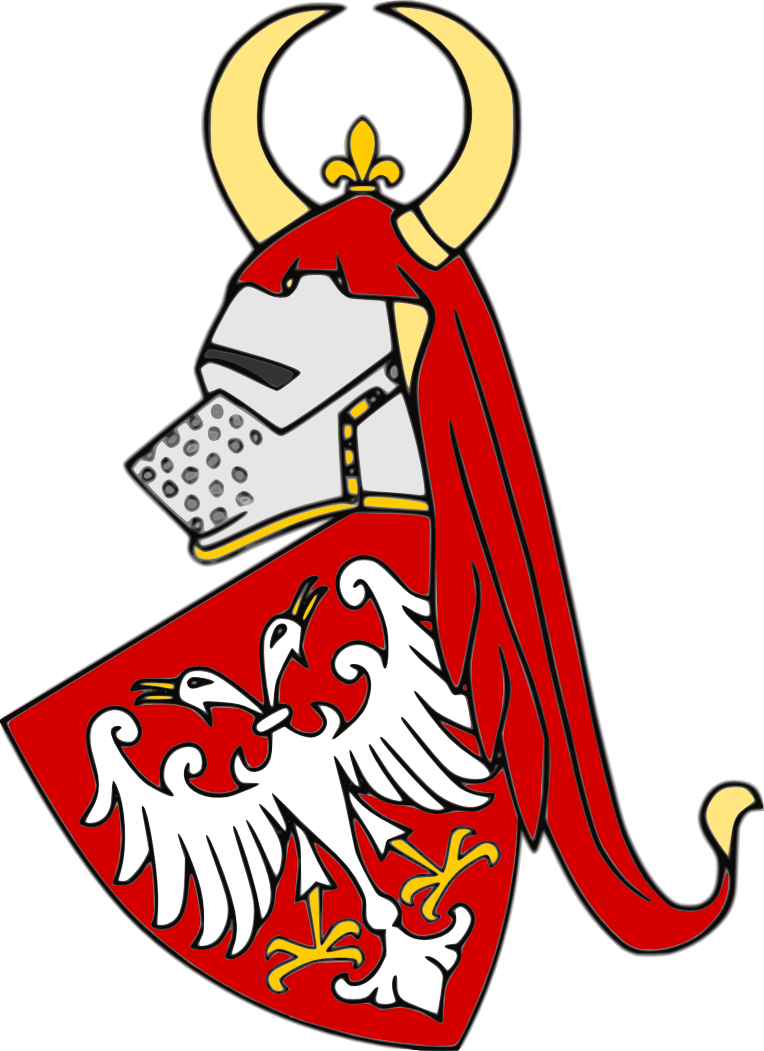
Wappen von Fürst Lazar Hrebeljanović

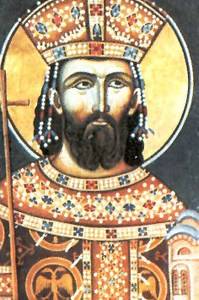
Fürst Lazar Hrebeljanović (Fresko im Kloster Ravanica)

In weiblicher Linie zählte die Familie Branković durch die Ehe von Marias Vorfahren Vuk Branković (* 1345; † nach der Schlacht von Nikopolis im Jahre 1369 in Gefangenschaft am 6. Oktober 1397), der von seiner Hauptstadt Priština aus im Gebiet des Kosovo sowie in den angrenzenden Gebieten im heutigen Südwest-Serbien, Nord-Montenegro und Nord-Makedonien herrschte, mit Mara Lazarević († 12. April 1426) zu den Nachkommen des berühmten serbischen Fürsten und Heiligen, Lazar Hrebeljanović (* um 1329 in der Festung Prilepac) – in der Volksdichtung bekannt auch als „Zar Lazar“ – der nach dem Zerfall des serbischen Kaiserreiches von 1373 bis 1389 in Morava-Serbien, dem damals mächtigsten Nachfolgestaat, regierte und am 15. Juni 1389 in der Schlacht auf dem Amselfeld unweit Priština am Flusslauf des Lab im heutigen Kosovo, gegen die Armee des Osmanischen Sultans Murad I.fiel.

Wappen der Dynastie Nemanjić

Über dessen Gemahlin Milica Nemanjić (* um 1335; † 11. November 1405), die eine Tochter von Fürst Vratko (кнез Вратко) war, stammt die Familie auch von einem Seitenzweig des historischen serbischen Herrscherhauses der Nemanjiden ab.

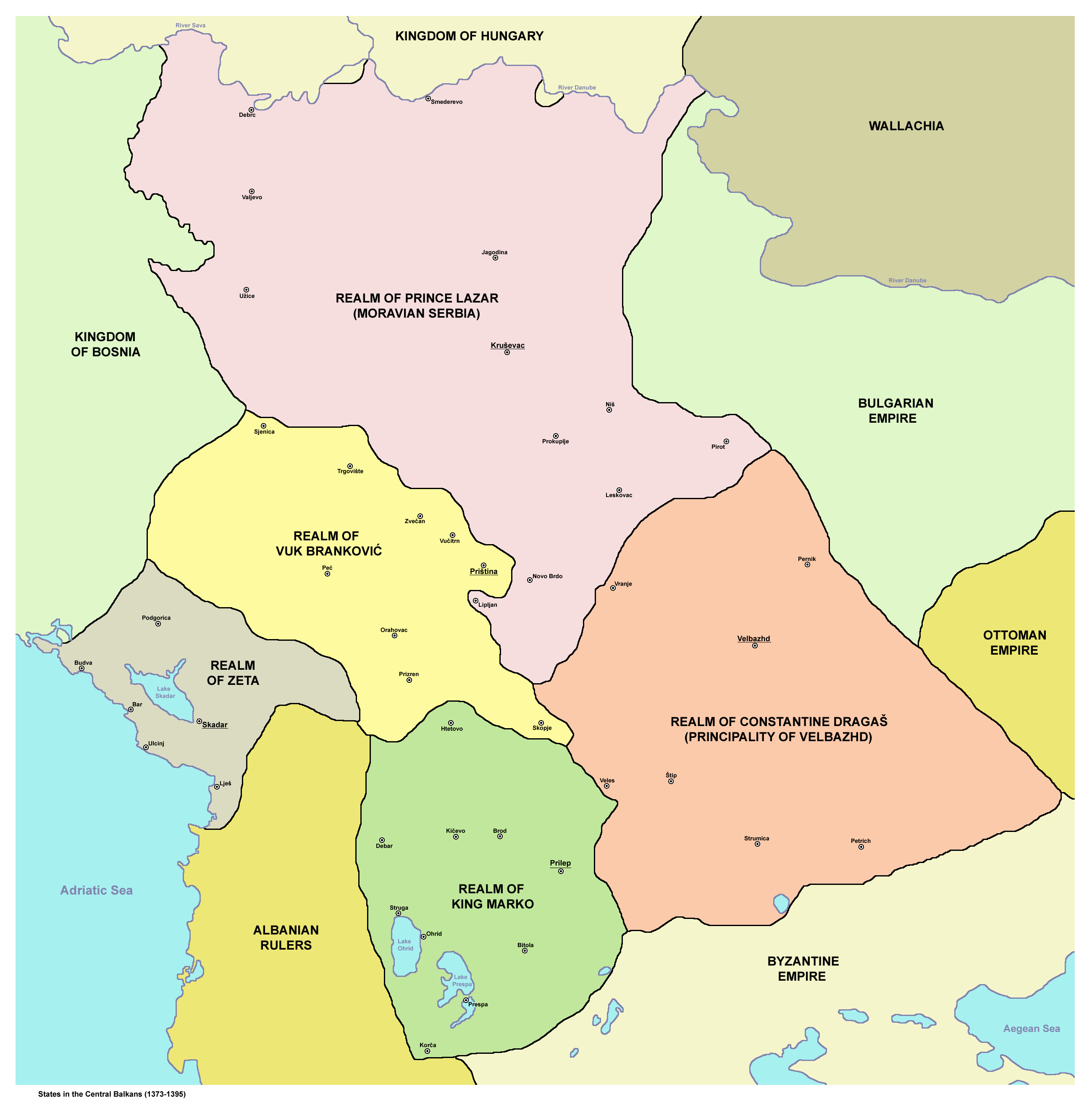
Zentralbalkan 1373 1395

### Aufstieg
Die Familie Branković spielte erst im 15. Jahrhundert – nach dem Zerfall des serbischen Kaiserreiches und nach dem Aussterben rivalisierender und mächtigerer Dynastien eine führende Rolle. Die bedeutendste dieser Dynastien waren die Nemanjić, die von 1166 bis 1371 als Fürsten, Könige und zuletzt als Zaren von Serbien regierten und 1371 mit Zar Stefan Uroš V. ausstarben.
Die Nachfolge versuchte die Familie Mrnjavčević aus der Vukašin Mrnjavčević 1365 von dem serbischen Zaren Stefan Uroš V. den Titel eines Königs in Serbien erhielt, der jedoch schon am 26. September 1371 in der Schlacht an der Mariza am gegen die Osmanen fiel. Auf ihn folgte dessen Sohn Marko Mrnjavčević, besser bekannt als Marko Kraljević (* um 1335; † 1394/1395 bei Rovine), der jedoch massive Gebietsverluste hinnehmen musste: Die Balšićs nahmen ihm Prizren, seine Besitzungen im Pindus wurden ihm von albanischen Anführern streitig gemacht; vermutlich blieb ihm zuletzt nur noch Westmakedonien um Prilep. Wie seine Nachbarn Johannes und Konstantin Dragaš erkannte er die Oberhoheit des osmanischen Sultans an. Auch Vuk Branković profitierte von dessen Schwäche und eignete sich Skopje an.
Bedeutend war auch die Familie Lazarević aus der Stefan Lazar Hrebeljanović (* Burg Prilepac (Prilepnica) bei Novo Brdo (1328); † fällt in der Schlacht am Amselfeld 15. Juni 16./28. Juni 1389, begraben 1391 Kloster Ravanica), 1372 kaiserlicher serbischer Zupan von Rudnik, und später als Knez (Fürst) von Morava-Serbien eine dominierende Rolle spielte. Seine Dynastie erlosch jedoch mit seinem Sohn Stefan Lazarević, der 1427 verstarb.
Den Brankowić gelang es dadurch in der Folge ihren Herrschaftsbereich auf die noch nicht von den Osmanen eroberten Teile Serbiens auszudehnen und das serbische Despotat (Fürstentum) von 1427 bis 1459 zu regieren.

### Großeltern

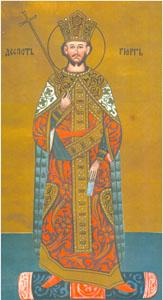
Despot Djuradj Brankovic

Marias Großvater war Đurađ Vuković Branković (* 1375; † Smederevo 24. Dezember 1456), der sich als serbischer Despot „Despot des Königreiches Rascia und Herr von Albanien“ nannte. Er war der Nachfolger seines Onkels Stefan Lazarević und regierte mit Unterbrechungen von 1427 bis 1456. Nach einer osmanischen Offensive, die zur Eroberung Serbiens führte, zog er sich nach Ungarn zurück. Ein Kreuzzug gegen die Osmanen unter dem polnisch-ungarischen König Władysław III., Johann Hunyadi und Branković führt jedoch 1443 zum Sieg über die Osmanen und zur Rückeroberung Serbiens. Djurad war zugleich Vasall Ungarns und der Osmanen, weigerte sich daher 1448 am Kreuzzug Johann Hunyadis gegen die Osmanen teilzunehmen, was wohl zur Niederlage der christlichen Truppen in der dritten Schlacht auf dem Amselfeld (1448) beitrug. Als türkischer Vasall musste Djuradj 1453 Truppen zur Eroberung von Konstantinopel abstellen. Im folgenden Jahr eroberten die Osmanen auch weite Teile Serbiens, während sich Djurads Hauptfestung Smederevo halten konnte. Djuradj begab sich nach Wien, um dort um Unterstützung zu bitten. Auf der Rückreise wurde er bei Belgrad vom Schwager Hunyadis Mihály Szilágyi gefangen genommen. Später freigelassen verstarb er im Jahre 1456.

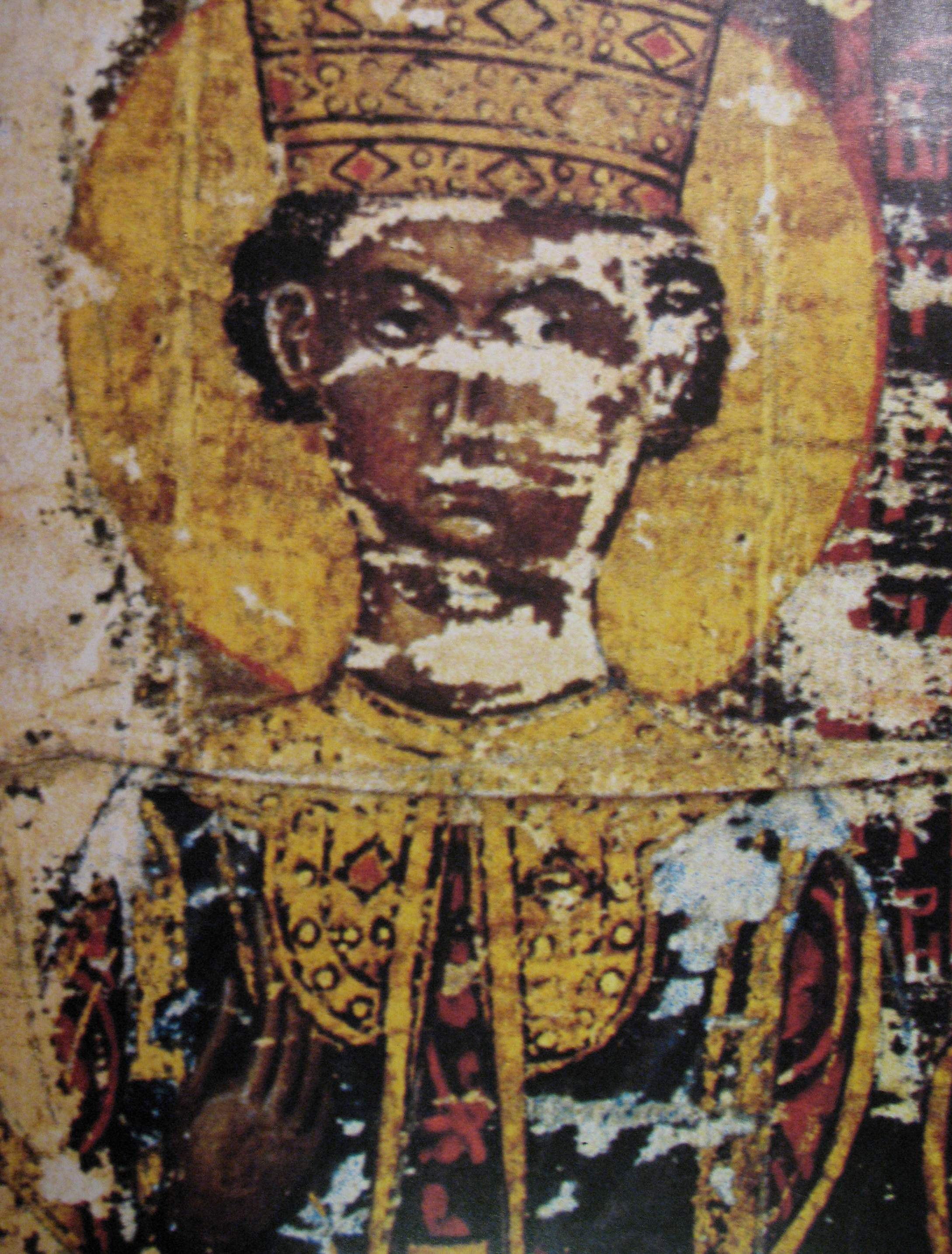
Irene Kantakouzene, Großmutter Marias; Esphigmenou charter (1429)

Marias Großmutter war Irene Kantakuzene (* um 1400; † 3. Mai 1457), die aus der bedeutenden byzantinischen Dynastie der Kantakuzenos stammte, eine Tochter des Theodoros Palaiologos Kantakuzenos und damit eine Nachkommin des byzantinischen Kaisers Johannes VI. Kantakuzenos war, der von 1341 bis 1354 regierte. Theodoros war nach dem Masarelli Manuscript „'Dell'Imperadori Constantinopolitani'“ mit Helena Ouresina Palaiologina (Nemanjić) verheiratet, die eine Tochter von Jovan Uroš Nemanjić († 1422), „Kaiser der Römer und Serben“, der von 1370 bis 1373 in Thessalien herrschte, und dessen Gemahlin, die eine Tochter von Radoslav Hlapen, einem serbischen Herren in Makedonien, war.

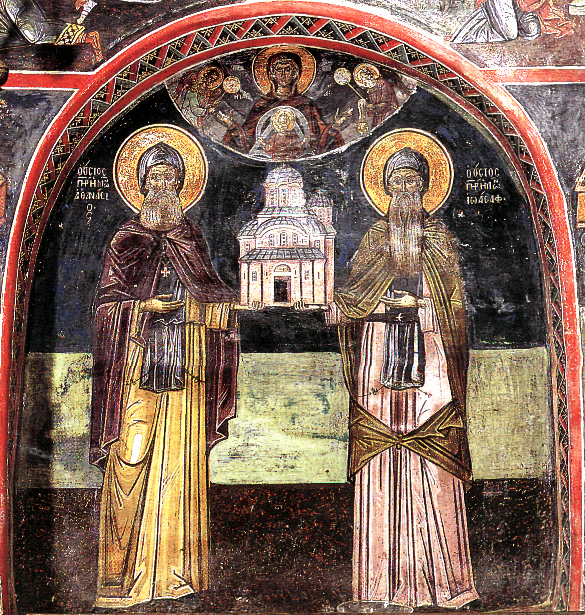
Fresco in Megala Meteora, auf dem Jovan Uroš Nemanjić, ein Vorfahre Marias und Athanasios von Meteora als Heilige zu sehen sind

### Eltern
Marias Vater war Stefan Branković, (* um 1417; † 9. Oktober 1476), genannt „der Blinde“, da er 1441 von den Osmanen geblendet worden war. Er war ein serbischer Despot (Herrscher), der jedoch nur kurzfristig, von 1458 bis 1459 das Despotat Serbien regierte, da er am 8. April 1459 von Matthias Corvinus König von Ungarn von 1458 bis 1490 und von Stjepan Tomaš Kotromanić König von Bosnien von 1443 bis 1461 entthront wurde.

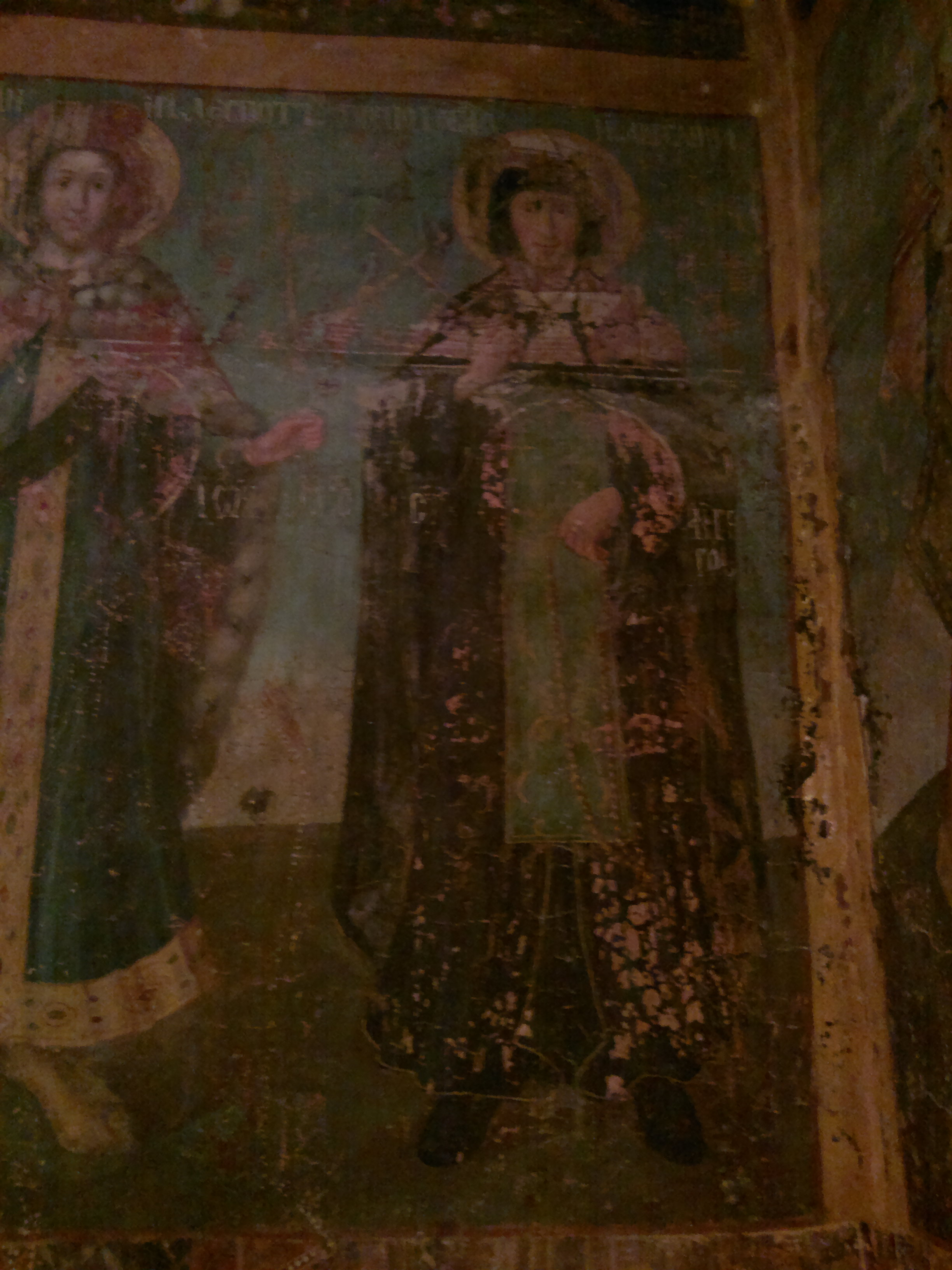
Angelina Arianiti, die Mutter Marias, als Heilige, Fresko im Kloster Krušedol

Marias Mutter war Angelina Arianiti (* vor 1460; † 30. Juli 1520), eine Tochter von Gjergj Arianiti Thopia Comneni auch Golem Arianiti Komninović genannt (* 1383; † 1462 in Durrës oder Shkodra) Dieser stammte aus einer der mächtigsten albanischen Adelsfamilien, war Herr von Çermenika, Mokra und Spatennia (Shpat), verfügte über eine 6000 Mann starken Gefolgschaft und war ein bedeutender Anführer des albanischen Widerstandes gegen das Osmanische Reich
Er war ein Freund und Kampfgefährte des berühmten albanischen Freiheitskämpfers Georg Kastriota (* 6. Mai 1405 in der Region Dibra-Mat; † 17. Januar 1468 in Lezha), der als „Skanderbeg“ und als Athleta Christi berühmt war.
Auch Stefan Branković stand ihm nahe, weshalb er mit Skanderbeg nach Ostern 1464 eine gemeinsame Intervention bei Papst Pius II. (Enea Silvio Piccolomini, regiert von 1458 bis 1464) unternahm, indem beide Gesandte an den Papst entsandten, der damals in seinem Kurort Petriolo weilte. Dies zur Vorbereitung eines von Venedig, dem König von Ungarn Matthias Corvinus, dem Herzog von Burgund, Philipp dem Guten, Scanderbeg und Stefan Branković geplanten Kriegszuges gegen die Osmanen auf dem Peloponnes.

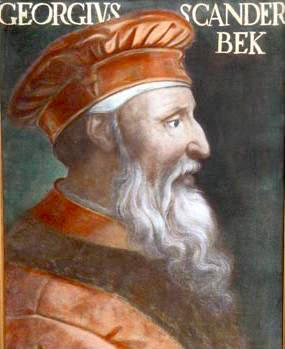
Gjergj Kastrioti „Skanderbeg“

Skanderbeg stand Stefan Branković auch noch aus einem anderen Grund nahe, denn dieser war mit Stefan verschwägert, da dieser seit 1451 mit Donica Arianiti einer Schwester der Ehefrau Stefans verheiratet war.
Darüber hinaus war der Sohn Skanderbegs, Gjon Kastrioti (* vor 1457; † nach 1495) mit einer Verwandten Stefans, Jerina Palaiologina Branković, einer Tochter von Lazar Brankovic (* 1421; † 20. Jänner 1458). Despot von Serbien 1456 bis 1458, und der Helene Palaiologina verheiratet.
Skanderbeg war jedoch nicht nur ein erfolgreicher Verteidiger Albaniens gegen die Osmanen, sondern versuchte auch sein Territorium zum Nachteil anderer albanischer Adelsgeschlechter zu erweitern, wodurch es auch zu gelegentlichen Spannungen anderen albanischen Adeligen wie Gjergj Arianiti kam.
Gjergj Arianiti war durch Vermittlung von Skanderbeg mit Maria Muzaka (auch Muzaki, Musachi geschrieben) verheiratet, die eine Tochter von Andrea III. Muzaka († nach 1393)- der ein albanischer Fürst und Herr von Devol war und dessen Familie über die Region Myzeqe in Zentralalbanien herrschte. Dessen Gemahlin Kyranna Zenevesi, eine Tochter von Gjin Zenevisi, dem Herren von Agyrokastro und Vagenetia.
Wegen ihres frommen Lebens wurde Maria Muzaka später von der Serbisch-Orthodoxen Kirche zur Heiligen erklärt und wird von dieser als „verehrungswürdige Mutter Angelina“ (serbisch: Преподобна мати Ангелина/Prepodobna mati Angelina) verehrt.

## Leben

Serbisches Despotat (1422)

Als 1459 das serbische Despotat von Sultan Mehmed II. erobert und auch die Hauptfestung Smederevo von Stefan Brankovic an die Osmanen fiel, floh der blinde Stefan Branković nach Albanien zu Skanderbeg der ihn freundlich aufnahm und mit seiner Schwägerin, Angelina Arianiti verheiratete. Serbische Chroniken merkten dazu an, er hätte damit in ein Geschlecht kaiserlichen Geblüts eingeheiratet. Später übersiedelten die Eltern Marias nach Norditalien und erwarben dort die Burg Belgrado in der Region Friaul, wo Maria 1466 geboren wurde. Nach dem Tod ihres Vaters Stefan Brankovic im Jahre 1476 blieb ihre Mutter mit Maria und deren Geschwistern vorerst in Belgrado, übersiedelte jedoch 1479 nach Kärnten in Österreich, da ihnen Kaiser Friedrich III. das Schloss Weitersfeld im Gurktal (heute nicht mehr vorhanden) übertragen hatte.
Ihre Geschwister waren:
- Đorđe Stefanowic´ Branković (* um 1462; † 18. Jänner 1516) 1486–1496 ungarischer Titular-Despot von Raitzen, später Mönch und Metropolit der Walachei (1508 – 1521) vor 1514 Erzbischof von Belgrad, & Isabella del Balzo, T. v. Agilberto del Balzo Herzog von Nardo
- Jovan Stefanovic Branković (* um 1465; † 10. Dezember 1502), 1496 bis 1502 ungarischer Titular-Despot von Raitzen & Jelena Jaksić († nach 1529), Tochter von Stefan Jaksić (Sie heiratet in zweiter Ehe1503 Ivanis Berislavic, Erbe der Despotie Raitzen.)
- Irene Branković † jung
- Milica Branković (* um 1474; † 30. Jänner 1554 als Nonne Platonida an der Pest) & um 1503/04 Neagoe Basarab (* ca. 1481; † 15. September 1521), Fürst der Walachei zwischen 1512 und 1521.

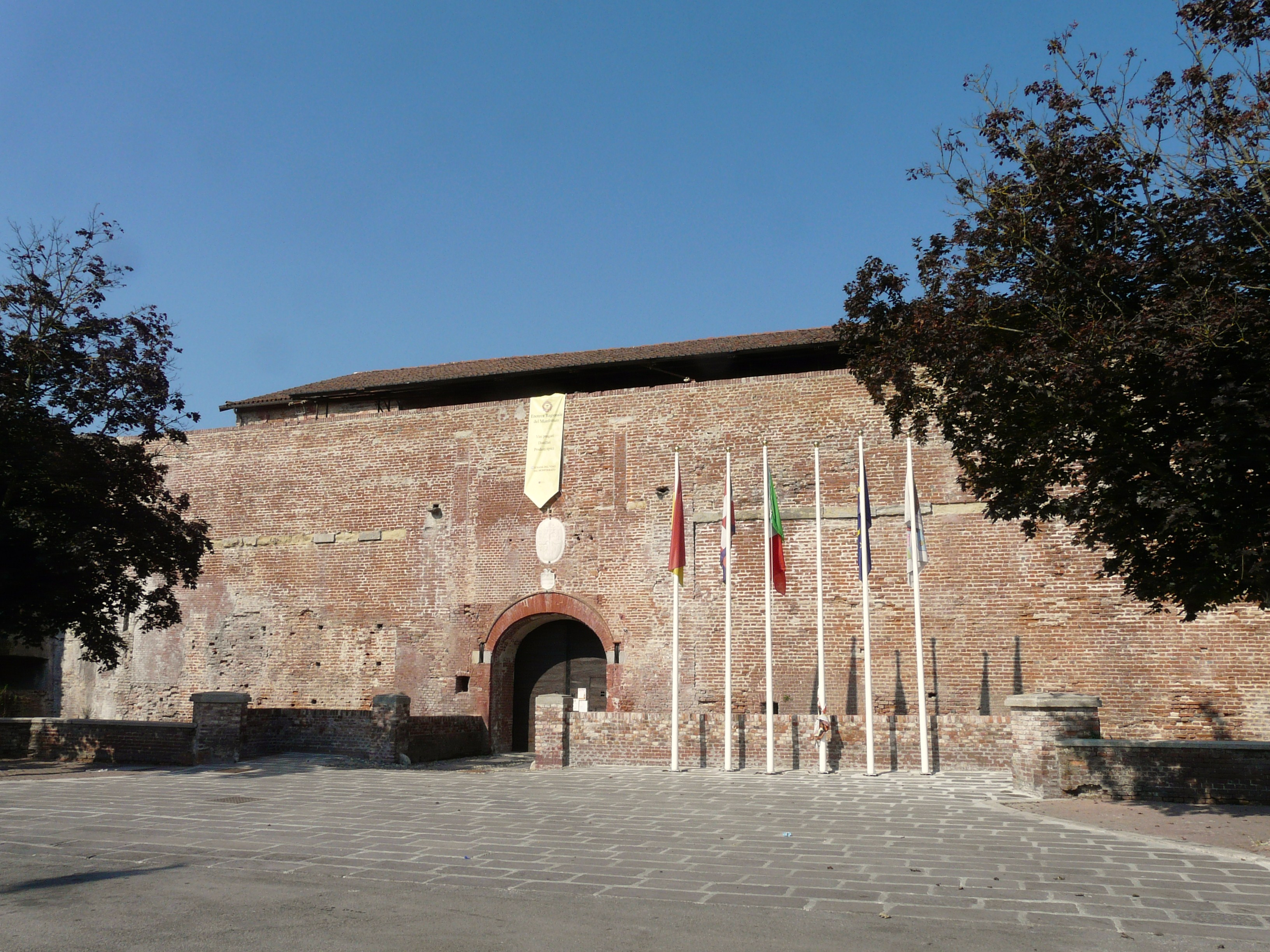
Castello dei Paleologi – Casale Monferrato

Im Jahre 1485 heiratete Maria Bonifaz III. Markgraf von Montferrat, der ursprünglich aus der byzantinischen Kaiserfamilie der Palaiologen stammt, aus der ein jüngerer Sohn die Erbgräfin von Montferrat heiratete und dadurch nach Nordwestitalien übersiedelte.
Auch Maria folgte ihrem Gemahl in die Markgrafschaft Montferrat und lebte dort in der Hauptstadt Casale Monferrato in der Stadtfestung, dem Castello dei Paleologi, die 1352 von Giovanni II Paleologo erbaut worden war, um die vorhandenen Befestigungen der Stadt zu verstärken.
Ihr Gemahl Bonifaz III. erkrankte 1493 schwer, worauf Maria die Regentschaft über die Markgrafschaft Montferrat übernahm. Auch nach dem Ableben ihres Gemahls im Jahre 1494 blieb Maria Regentin, da ihre Söhne noch minderjährig waren. Sie selbst starb jedoch bereits am 27. August 1495 in Casale Monferato und wurde dort begraben.

## Ehe und Nachkommen

### Ehe

Wappen der Markgrafschaft Montferrat

Maria Branković Prinzessin von Serbien heiratete am 18. Juli 1485 in Innsbruck (Tirol) Per procurationem (Trauung per Stellvertreter) als dessen dritte Gemahlin Bonifatius III. Markgraf von Montferrat (* 10. August 1424; † 31. März 1494), der von 1483 bis 1494 regierte. Es war dies seine dritte Ehe, da er in erster Ehe mit Orvietana di Campofregoso, einer Tochter von Pietro Campofregoso, Dogen von Genua von 1450 bis 1458 und in zweiter Ehe mit Helena de Brosse, einer Tochter von Jean II de Brosse verheiratet war, die ihm jedoch keine Nachkommenschaft geschenkt hatten.

Wappen der Kaiser von Byzanz aus dem Haus der Palaiologen

Ihr Gemahl Bonifaz IV. stammte aus einem Seitenzweig der byzantinischen Kaiserdynastie der Palaiologen, da Andronikos II. Palaiologos byzantinischer Kaiser von 1282 bis 1328, im Jahre 1284 Yolande von Montferrat (* 1273/74; † in Drama, nahe Thessaloniki 1317, begraben in Konstantinopel Kloster Pantokratoros) heiratete. Diese war eine Tochter des Markgrafen Wilhelm VII. von Monferrat aus dem Haus der Aleramiden aus dessen dritter Ehe mit Beatrix Infantin von Kastilien(† 1280), die eine Tochter des Markgrafen Wilhelm VII. von Monferrat aus dem Haus der Aleramiden aus dessen dritter Ehe mit Beatrix Infantin von Kastilien(† 1280) verheiratet, die eine Tochter des Königs von Kastilien und römisch-deutschen Gegenkönigs Alfons X. dem Weisen war, der diese Ehe arrangiert hatte.
Jolanda erbte 1306, nach dem Tod ihres Bruders Markgraf Johann I. die Markgrafschaft Montferrat, die sie noch im selben Jahr an ihren zweiten Sohn Theodor Palaiologos (* 1291; † 21. April 1338), übertrug, der dort von 1306 bis 1338 regierte und durch die Nachkommenschaft aus seiner Ehe mit Argentina Spinola zum Stammvater der Markgrafen von Montferrat aus dem Haus der Palaiologen wurde.
Anzumerken ist, dass zwischen der Familie der Markgräfin Jolanda von Montferrat und dem Reich ihres Gemahls, Kaiser Andronikos II. Palaiologos von Byzanz schon 100 Jahre zuvor besondere historische Verbindungen bestanden.
Dies, da ihr Vorfahre, Bonifatius I. Markgraf von Montferrat ein Sohn des Markgrafen Wilhelm V. von Montferrat und der Judith, einer Tochter Herzog Leopolds III. von Österreich, 1202 gemeinsam mit Enrico Dandolo (* 1107 in Venedig; † 1205 in Konstantinopel) dem Dogen von Venedig Anführer des Vierten Kreuzzuges war, der nach Konstantinopel abgelenkt wurde, wo die Kreuzfahrer am 24. Juni 1203 landeten, um dort Alexios Angelos, den Sohn des 1195 geblendeten und abgesetzten Kaisers Isaak II. Angelos auf den byzantinischen Thron zu setzen, den seit 1195 dessen Onkel Alexios III. Angelos einnahm. Den Kreuzfahrern gelang es Konstantinopel zu erobern, worauf Kaiser Alexios III. die Flucht ergriff und dessen Neffe als Alexios IV. gemeinsam mit seinem blinden Vater Isaak II. 1203 den Thron bestieg, jedoch bereits 1204 ermordet wurde. und der Schwiegersohn von Alexios III. Angelos, Alexios Dukas Murzuphlos als Alexios V. den Thron bestieg, der jedoch wenige Monate später, im April 1204 von den Kreuzfahrern vertrieben wurde. In der Folge kam es am 16. Mai 1204 durch die Krönung von Balduin I. Graf von Flandern und Graf von Hennegau zum Kaiser zur Gründung des Lateinischen Kaiserreiches von Konstantinopel, Bonifaz I. erklärte sich 1204 selbst zum König von Thessalonike, heiratete in dritter Ehe die Witwe von Kaiser Isaak II., Margarethe von Ungarn, eine Tochter von Béla III. König von Ungarn, die und verheiratete seine Tochter Agnes mit dem Lateinischen Kaiser Heinrich von Flandern, dem Bruder und Nachfolger von Kaiser Balduin I.
Pikant ist, dass schließlich Jolandas Schwiegervater, Kaiser Michael VIII. Palaiologos derjenige war, der im Jahre 1261durch die Eroberung von Konstantinopel dem Lateinischen Kaiserreich, das Jolandas Vorfahren mitbegründet hatten, beendete.

### Nachkommen
Zur Illustration der weitgehenden Verbindungen ihrer Nachkommen zu europäischen Herrscherdynastien wurden auch Nachkommen in weiblicher Linie berücksichtigt.
1. Wilhelm XI. Palaiologos (* 10. August 1486 in Pontestura; † 4. Oktober 1518 in Trino), Markgraf von Montferrat von 1494 bis 1518; ⚭ in Blois église Saint-Sauveur am 31. August 1508 Anne d'Alençon (* 30. Oktober 1492 in Alençon; † 18. Oktober 1562 in Casale Monferrato), Dame de La Guerche, eine Tochter von René d’Alençon (* 1454; † 1. November 1492 in Alençon) Herzog von Alençon und Graf von Le Perche und der Margarete von Lothringen-Vaudémont
  1. Maria Palaiologina (* 19. August 1509; † 1530) ⚭ 1517, (annulliert) Federico II. Gonzaga (* 17. Mai 1500 in Mantua; † 28. Juni 1540 in Marmirolo) 5. Markgraf von Mantua (1519–1530),1. Herzog von Mantua (1530–1540), Markgraf von Montferrat (1536–1540)
  2. Margherita Palaiologina (* 11. August 1510 in Casale; † dort 28. Dezember 1566), regiert von 1533 bis 1540 gemeinsam mit ihrem Gemahl als Markgräfin von Montferrat, und war durch ihre Ehe von 1531 bis 1540 Herzogin von Mantua. ⚭ 16. November 1531 Federico II. Gonzaga (* 17. Mai 1500; † 28. Juni 1540 in Marmirolo), 5. Markgraf von Mantua (1519–1530), 1. Herzog von Mantua (1530–1540), Markgraf von Montferrat (1536–1540), Er war 1502 verlobt mit Luisa de Borja (Borgia) einer Tochter von Cesare Borgia, duc de Valentinois (Sohn von Papst Alexander VI. Borgia) und der Charlotte d’Albret, dame de Chalus.
    1. Francesco III. Gonzaga 2. Herzog von Mantua (1540–1550), marchese del Monferrato (1540–1550),(* 10. März 1533 in Mantua; † 22. Februar 1550 in Mantua) ⚭ 22. Oktober 1549 in Mantua, Katharina Erzherzogin von Österreich (* 15. September oder 25. September 1533 in Innsbruck; † 28. Februar 1572 in Linz), eine Tochter von Kaiser Ferdinand I. und dessen Gemahlin Anna Jagiello Prinzessin von Böhmen und Ungarn (* 23. Juli 1503 in Buda; † 27. Januar 1547 in Prag). Durch ihre Ehe war sie Herzogin von Mantua und Montferrat (1549–1550), durch ihre zweite Ehe Königin von Polen und Großherzogin von Litauen (1553–1572). (keine Kinder aus dieser Ehe)
    2. Eleonora Gonzaga, Prinzessin von Mantua (* 1535; † jung) Nonne
    3. Anna Gonzaga, Prinzessin von Mantua (* 1536; † jung) als Nonne
    4. Isabella Gonzaga, Prinzessin von Mantua, (* 18. April 1537; † 16. August 1579 in Casalmaggiore) ⚭ Dezember 1556 mit Francesco Fernando d’Avalos d’Aquino d’Aragona (* August 1530 in Ischia; † 31. Juli 1571 in Palermo), Principe di Francavilla, 4. Marchese del Vasto, 4. Marchese di Pescara, Conte di Monteodorisio, Grande von Spanien, Ritter des Ordens vom Goldenen Vlies Gouverneur im Herzogtum Mailand und Vizekönig von Sizilien (* August 1531 in Ischia; † 31. Juli 1571 in Palermo)
      1. Alfonso Felice d’Avalos d’Aquino d’Aragona, Principe di Francavilla, Marchese del Vasto, (* 1564; † 2. Dezember 1593 in Rom) ⚭ 5. Juni 1583 in Pesaro Lavinia della Rovere (* 16. Januar 1558 in Pesaro; † 7. Juni 1632 in Castellone), eine Tochter von Guidobaldo della Rovere Herzog von Urbino (* 1514; † 1574) und der Vittoria Farnese Prinzessin von Parma (* 1521 in Rom; † 1602 in Pesaro). Neben zahlreichen Nachkommen in Italien hatte er auch Nachkommen in Deutschland (u. a. Grafen von Waldburg-Zeil) und in Österreich (u. a. Erzherzoge von Österreich-Este, Fürsten von Dietrichstein zu Nikolsburg, Fürsten von Paar, Fürsten von Lamberg, Fürsten Kinsky. Grafen von Harrach, Grafen von Küenburg, Grafen von Wilczek etc.).

    5. Guglielmo Gonzaga (* 24. April 1538 in Mantua; † 14. August 1587 in Goito) 3. Herzog von Mantua (1550–1587), Markgraf und seit 1574 1. Herzog von Montferrat ⚭ 26. April 1561 Eleonora Erzherzogin von Österreich (* 2. November 1534 in Wien; † 5. August 1594 in Mantua), eine Tochter des KaisersFerdinand I. die dadurch Herzogin von Mantua (1561–1587) und Herzogin von Montferrat (1574–1587) wurde.
      1. Vincenzo I. Gonzaga (* 21./22. September 1562 in Mantua; † 18. Februar 1612 ebendort) 4. Herzog von Mantua und 2. Herzog von Montferrat (14. August 1587–9. Februar 1612), ⚭ I. 1581 Margherita Farnese, (* 7. November 1567; † 13. April 1643), Prinzessin von Parma und Piacenza, Tochter des Herzog s Alessandro Farnese von Parma und Piacenza, geschieden 1584, später Nonne. ⚭ II. 29. April 1584 Eleonora de’ Medici (* 28. Februar 1567; † 9. September 1611 in Cavriana), Prinzessin von Toskana, Tochter des Großherzogs Francesco I. der Toskana, durch ihre Ehe war sie Herzogin von Mantua und von Montferrat (1587–1611). (Zu dessen Nachkommen aus 2. Ehe zählen u. a. Eleonora Gonzaga Prinzessin von Mantua († 1655), Gemahlin von Kaiser Ferdinand II., regiert (1619–1637) und Franz. Stephan Herzog von Lothringen, der von 1745 bis 1765 als Franz I. Kaiser des Heiligen Römischen Reiches regiert und durch seine Ehe mit Maria Theresia Erzherzogin von Österreich zum Stammvater des Hauses Habsburg-Lothringen wurde.)
      2. Margherita Gonzaga Prinzessin von Mantua, (* 27. Mai 1564; † 6. Januar 1618) durch ihre Ehe Herzogin von Ferrara, Modena und Reggio (1579–1597) ⚭ 24. Februar 1579 Alfonso II. d’Este (* 22. November 1533 in Ferrara; † dort 27. Oktober 1597, begraben im Kloster Corpus Domini in Ferrara) Herzog von Ferrara und von Modena, Ferrara und Reggio (3. Oktober 1559 – 6. Jänner 1618), duc de Chartres (15. Juni 1575). (keine Kinder aus dieser Ehe)
      3. Anna Caterina von Gonzaga Prinzessin von Mantua, (* 17. Jänner 1566 in Mantua; † 3. August 1621 in Innsbruck) durch ihre Ehe Erzherzogin von Österreich und Gräfin von Tirol. ⚭ 14. Mai 1582, in Innsbruck Ferdinand II. (* 14. Juni 1529 in Linz; † 24. Januar 1595 in Innsbruck), Erzherzog von Österreich-Tirol. Ihre Tochter Anna von Österreich-Tirol (* 4. Oktober 1585 in Tirol; † 15. Dezember 1618 in Wien) war die Gemahlin von Kaiser Matthias und somit Kaiserin des Heiligen Römischen Reichs von 1612 bis 1618 und Stifterin der kaiserlichen Kapuzinergruft in Wien. Sie starb kinderlos.

    6. Luigi Gonzaga (* 22. Oktober 1539 in Mantua; † 23. Oktober 1595 in Nesles, Departement Somme in Frankreich, begr. Kathedrale von Nevers) Prinz von Mantua, Herzog von Nevers und Rethel (1565–1595), pair de France, Gouverneur von Champagne und Brie, Gouverneur von Piémont (1567–1574). ⚭ 4. März 1565 in Moulins (Dep. Allier), Henriette von Kleve (* 31. Oktober 1542, La Chapelle-d'Angillon (Dep. Cher); † 24. Januar 1601, Hotel de Nevers (Paris), begraben in der Kathedrale von Nevers (Nièvre), eine Tochter des Herzogs Franz I. von Kleve-Nevers, Sie war Ehrendame von drei Königinnen von Frankreich: Caterina de’ Medici (Gemahlin von König Heinrich II.) von 1564 bis 1571, von Erzherzogin Elisabeth von Österreich (Gemahlin von König Karl IX.) von 1571 bis 1574, und von Louise de Lorraine-Vaudémont (Gemahlin von König Heinrich III. (Frankreich) Heinrich III.) (Zu seinen Nachkommen zählen u. a. Eleonora Gonzaga († 1686) Gemahlin von Ferdinand III. Kaiser von 1637 bis 1657 und Marie Luise von Gonzaga-Nevers, die in erster Ehe mit Władysław IV. Wasa, der von 1632 bis 1648 gewählter König von Polen und Großfürst von Litauen sowie von 1610 bis 1613 erwählter Zar von Russland war und in zweiter Ehe mit dessen Halbbruder und Nachfolger Johann II. Kasimir Wasa verheiratet war, der von 1648 bis 1668 als König von Polen und Großfürst von Litauen regierte, sowie Wilhelmine Amalie von Braunschweig-Lüneburg (1673–1742) die Gemahlin von Kaiser Joseph I., der von 1705 bis 1711 regierte.
      1. Catherine Gonzaga Prinzessin von Nevers (* 21. Januar 1568 in Nevers (Nièvre); † 1. Dezember 1629, begraben in Paris, Karmeliterkirche) durch ihre Ehe Herzogin von Longueville und Estouteville. ⚭ Februar 1588 Henri I d'Orléans-Longueville, (* 1568; † 27. April 1595 in Amiens (Somme), begraben Châteaudun (Eure-et-Loir), Sainte Chapelle) duc de Longueville et d'Estouteville, prince de Châtelaillon, comte de Neufchâtel, comte de Tancarville etc., pair de France, Grand chambellan de France (Großkämmerer von Frankreich) von 1589 bis 1595
      2. Henriette Gonzaga Prinzessin von Nevers,(* 3. September 1571; † 1601) ⚭ 1599 Henri de Lorraine. (* 20. Dezember 1578 in Dijon (Côte-d'Or); † fällt 20. September 1621 bei der Belagerung von Montauban (Tarn-et-Garonne), begraben in Aiguillon (Lot-et-Garonne) église des Carmes), 1. duc d'Aiguillon (seit 1599), 1611 duc de Mayenne, marquis de Villars, comte du Maine etc. Großkämmerer von Frankreich, Gouverneur von Guyenne. (keine Kinder)
      3. Frédéric Gonzaga Prinz von Nevers, (* 11. März 1573 in Paris; † 22. April 1574) Erbprinz
      4. Francesco Gonzaga Prinz von Nevers,(* 17. September 1576 in Paris; † 13. Juni 1580)
      5. Carlo I. Gonzaga (* 6. Mai 1580 in Paris; † 21. September 1637 bei Mantua) 7. Herzog von Nevers und Herzog von Rethel (1595–1637), 8. Herzog von Mantua (1627–1637), Herzog von Montferrat (1627–1637), ⚭ 1. Februar 1599 in Soissons Catherine de Lorraine, (* um 1585; † 18. März 1618 in Paris, begraben Kirche Saint-André-des-Arts), Tochter des Charles II. de Lorraine, duc de Mayenne

    7. Federico Gonzaga Prinz von Mantuan, (* 1540; † 21. Februar 1565), Bischof von Mantua (1564–1565), 156 Kardinal
    8. Außerehelich aus der Beziehung zu. Isabella Boschetti: Alessandro Cauzzi Gonzaga (* 1520; † 1580). Dieser war Staatsrat des Herzogs von Mantua – seines Neffen – und stand in Kriegsdiensten des Hauses Österreich in Flandern.
    9. Außerehelich aus der Beziehung zu Isabella Boschetti: Emilia Cauzzi Gonzaga (* 1524; † 1573) ⚭ den Condottiere Carlo Gonzaga (* 1523; † 1555), Sohn des Pirro Gonzaga († 1529) und der Camilla Bentivoglio († 1529) der seit 1530 der 1. Marchese (Markgraf) von Gazzuolo, Conte (Graf) von San Martino, Herr von Dosolo u. Commessaggio (alle in der Provinz Mantua in der Lombardei) war. Emilia Cauzzi Gonzaga hatte zahlreiche Kinder, durch die sich die Nachkommenschaft von Federico Gonzaga und der Isabella Boschetti auf viele Familien verbreitete.

  3. Bonifacio V, Palaiologos, (* 21. September 1512 in Casale; † auf der Jagd durch Sturz vom Pferd am 17. Oktober 1530), Markgraf von Montferrat (1518–1530),
2. Giovanni Giorgio Paleologos, (* 20. Januar 1488– † 30. April 1533 während des Einzuges seiner Gemahlin in Casale Monferrato) 1509 Abt von Lucedo, apostolischer Protonotar, Bischof-Koadjutor, Bischof von Casale (1517 bis 1524), resigniert, folgt als Markgraf von Montferrat (1530–1533), zunächst in Beziehung mit Ne, ⚭ Ferrara 29. April 1533 Julia von Aragón Prinzessin von Neapel (* um 1492; † 10. März 1542 in Valencia) Tochter von Friedrich I. König von Neapel. Aus der außerehelichen Beziehung mit Ne:
  1. Flaminio Paleologos, Prätendent von Montferrat, Signore di San Giorgio e Caluso (1532), verschwor sich gegen Guglielmo Gonzaga, Herzog von Mantua, wurde gefangen († hingerichtet am 24. Mai 1571 in der Burg Goito). ⚭ Lucia della Torre, Tochter von Sigismondo Fanzino della Torre, († 24. September 1593)[19]
    1. Teodoro Paleologos beteiligte sich an der Verschwörung seines Vaters, floh nach Madrid, verlangte 1572 die Restitution der Güter seines Vaters, wurde 1573 vom Herzog von Mantua begnadigt, kehrte in die Heimat zurück und starb dort 1577.
    2. Ferdinando Paleologos
    3. Giovanni Paleologos
    4. Margherita Paleologina & 11. Juli 1589 mit N Scazzoso.
    5. Laura Paleologos
    6. Isabella Paleologos
    7. Eleonora Paleologos